# Junonia alleni
Junonia alleni är en fjärilsart som beskrevs av Kirby 1900. Junonia alleni ingår i släktet Junonia och familjen praktfjärilar. Inga underarter finns listade i Catalogue of Life.